# Kim Zimmer
Kimberly Jo Zimmer (nacida el 2 de febrero de 1955) es una actriz estadounidense, conocida por su papel de Reva Shayne en la telenovela de CBS Guiding Light. Por esta interpretación, ganó cuatro premios Daytime Emmy a la mejor actriz principal en una serie dramática.

## Trayectoria profesional
La carrera de Zimmer comenzó con el trabajo escénico; uno de sus primeros papeles en televisión fue su interpretación del personaje de Bonnie Harmon en One Life to Live en 1978. En 1979, fue seleccionada para reemplazar a Kathleen Turner como Nola Dancy Aldrich en The Doctors. Durante gran parte de su etapa, fue la protagonista del programa, pero lo abandonó en julio de 1982 con una baja por maternidad, escoltada por su marido en la vida real, A.C. Weary, que interpretaba a la nueva conquista de Nola. Regresó por última vez ese mismo año para el funeral de su ex suegra, Mona Croft. Tuvo un breve regreso a One Life to Live desde febrero hasta noviembre de 1983 como Echo DiSavoy.
En 1983, Zimmer interpretó el papel por el que es más conocida, el personaje de Reva Shayne en la telenovela Guiding Light. Su interpretación de Reva fue el foco del programa hasta que Zimmer se fue en 1990. Regresó a Guiding Light en abril de 1995 e interpretó a Reva hasta la conclusión del programa en septiembre de 2009. Si bien Reva de Zimmer fue emparejada con varios hombres protagónicos, su trabajo con Robert Newman (Josh) les valió la etiqueta de "superpareja".
Zimmer dejó Guiding Light en julio de 1990 y se mudó a la costa oeste durante cinco años, durante los cuales interpretó a Jodie DeWitt Walker en Santa Bárbara de 1992 a 1993. En 1995, Zimmer apareció en un episodio de Seinfeld ("The Diplomat's Club"), como el abogado de Pitt, quien sospechaba que Elaine y Jerry estaban tratando de matar a Pitt.
En 2010, Zimmer volvió al papel de Echo en One Life to Live. Zimmer apareció en una historia junto con el ex coprotagonista de Guiding Light, Jerry verDorn ( Clint Buchanan ), Robin Strasser ( Dorian Cramer ) y Erika Slezak (Viki Lord).
Zimmer también ha aparecido en varios programas de televisión por episodios, incluidos Designing Women, MacGyver, Models, Inc. y Babylon 5 (episodio " And Now For a Word ", año 1995). También apareció en varias películas para televisión.
Zimmer ha protagonizado varios papeles teatrales, incluidos varios en el Teatro Barn de Augusta . En 2011, se anunció que Zimmer participaría en el éxito internacional Off-Broadway Love, Loss, and What I Wore . Ella interpretó a la Sra. Hayes en la producción de Connecticut Repertory Theatre de Odysseus DOA, hasta el 4 de marzo de 2012. Zimmer hizo su debut en el teatro musical cuando se unió a la primera gira norteamericana de Wicked de Broadway. Interpretó el papel de Madame Morrible desde el 14 de agosto de 2012 hasta el 13 de diciembre de 2013. Zimmer volvió al papel con la primera gira por América del Norte el 30 de septiembre de 2014. Zimmer también ha aparecido en varias producciones del musical Gypsy, primero en 2006 en el Teatro Barn en Augusta, Míchigan, y en 2015 en la Ópera Cívica Ligera de Pittsburgh junto al ex protagonista de Guiding Light, Robert Newman.
En 2011 publicó sus memorias llamadas I'm Just Sayin'!: Three Deaths, Seven Husbands and a Clone! Mi vida como diva diurna .

## Vida personal
Zimmer nació en Grand Rapids, Míchigan, hija de Burdina Elva (conocida como "Dede") Zimmer y Walter Jack Zimmer. Tiene una hermana mayor, Karen Ann Zimmer (Sra. Witzel). Se graduó de Forest Hills Central High School en Ada Township, que está justo al este de Grand Rapids, y luego estudió en Hope College en Holland, Míchigan, y en American Conservatory Theatre en San Francisco. Está casada con el actor y director AC Weary (Allen Cudney Weary) y tienen tres hijos: Rachel, Max y Jake Weary . Jake también es actor; apareció en As the World Turns como Luke Snyder en 2005, y ha tenido varios papeles como invitado, incluso en Law and Order: Special Victims Unit y actualmente interpreta a Deran Cody en Animal Kingdom . Ella reside en Montclair, Nueva Jersey

## Filmografía
| Año                  | Título                         | Personaje                       | Notas |
| -------------------- | ------------------------------ | ------------------------------- | --- |
| 1978                 | Una vida para vivir            | Bonnie harmon                   | 3 de mayo de 1978 - 1978 |
| 1979-1982            | Los doctores                   | Nola Dancy Aldrich              | Serie regular |
| 1981                 | Calor corporal                 | Maria Ana                       | |
| 1983, 2010-2011      | Una vida para vivir            | Eco DiSavoy                     | Serie regular, de marzo a octubre de 1983, 1 de octubre de 2010 - 14 de octubre de 2011 |
| 1983–1990, 1995–2009 | Luz de guía                    | Reva Shayne                     | Serie regular, del 28 de noviembre de 1983 - agosto de 1990, 14 de abril de 1995 - 18 de septiembre de 2009 Premio Emmy diurno a la mejor actriz principal en una serie dramática (1985, 1987, 1990, 2006) Premio Soap Opera Digest a la mejor actriz principal en un drama diurno (1988, 2000) Nominada - Premio Emmy diurno a la mejor actriz principal en una serie dramática (1986, 1998, 1999, 2003, 2004, 2005, 2007) Nominada - Premio Soap Opera Digest a la mejor actriz principal en un drama diurno (1986, 1989, 1990, 1998, 1999, 2003) |
| 1989                 | Gabardina en el paraíso        | Claire holanda                  | Película de televisión |
| 1989                 | Diseñando Mujeres              | Tordo músico                    | Episodio: "Las chicas ruidosas" |
| 1989-1990            | MacGyver                       | Teniente de policía Kate Murphy | 3 episodios |
| 1991                 | El infierno no tiene furia     | Marlene                         | Película de televisión |
| 1991                 | Guardar secretos               | Maureen                         | Película de televisión |
| 1992                 | FBI: Las historias no contadas | Bárbara Osvaldo                 | Episodio: "Lady Skyjacker" |
| 1992-1993            | santa Bárbara                  | Jodie walker                    | Serie regular Nominada - Premio Soap Opera Digest a la mejor actriz principal en un drama diurno (1993) |
| 1994                 | La desaparición de Vonnie      | Vonnie Kaczmarek Rickman        | Película de televisión |
| 1994-1995            | modelos inc.                   | Juana                           | 6 episodios |
| 1995                 | hospital Universitario         | Dra. Karen Hale                 | Episodio: "La sombra de una duda" |
| 1995                 | Babilonia 5                    | Cynthia Torqueman               | Episodio: "Y ahora una palabra" |
| 1995                 | Seinfeld                       | Lenore                          | Episodio: "El club de diplomáticos" |
| 2003                 | Atajo a la felicidad           | Empanada                        | |
| 2006                 | Pequeños secretos              | Nico                            | |
| 2008                 | La familia Van Pelt            | Janet van pelt                  | Cortometraje |
| 2010                 | Buque de vapor                 | Ronda                           | Serie web |
| 2010                 | Padre de primer año            | Decana escarcha                 | Película de televisión |
| 2013                 | 23 explosión                   | María Freeman                   | |